# Heptaphen
Heptaphen ist eine chemische Verbindung aus der Gruppe der polycyclischen aromatischen Kohlenwasserstoffe (PAK).

## Gewinnung und Darstellung
Heptaphen kann durch Reduktion von Heptaphendichinon mit Essigsäure und Zink in Pyridin gewonnen werden.

## Eigenschaften
Heptaphen ist ein schwach oranger Feststoff, der in Lösung grün fluoresziert. In Schwefelsäure löst es sich zu einer violett-roten Lösung.